# Abscesso cutâneo

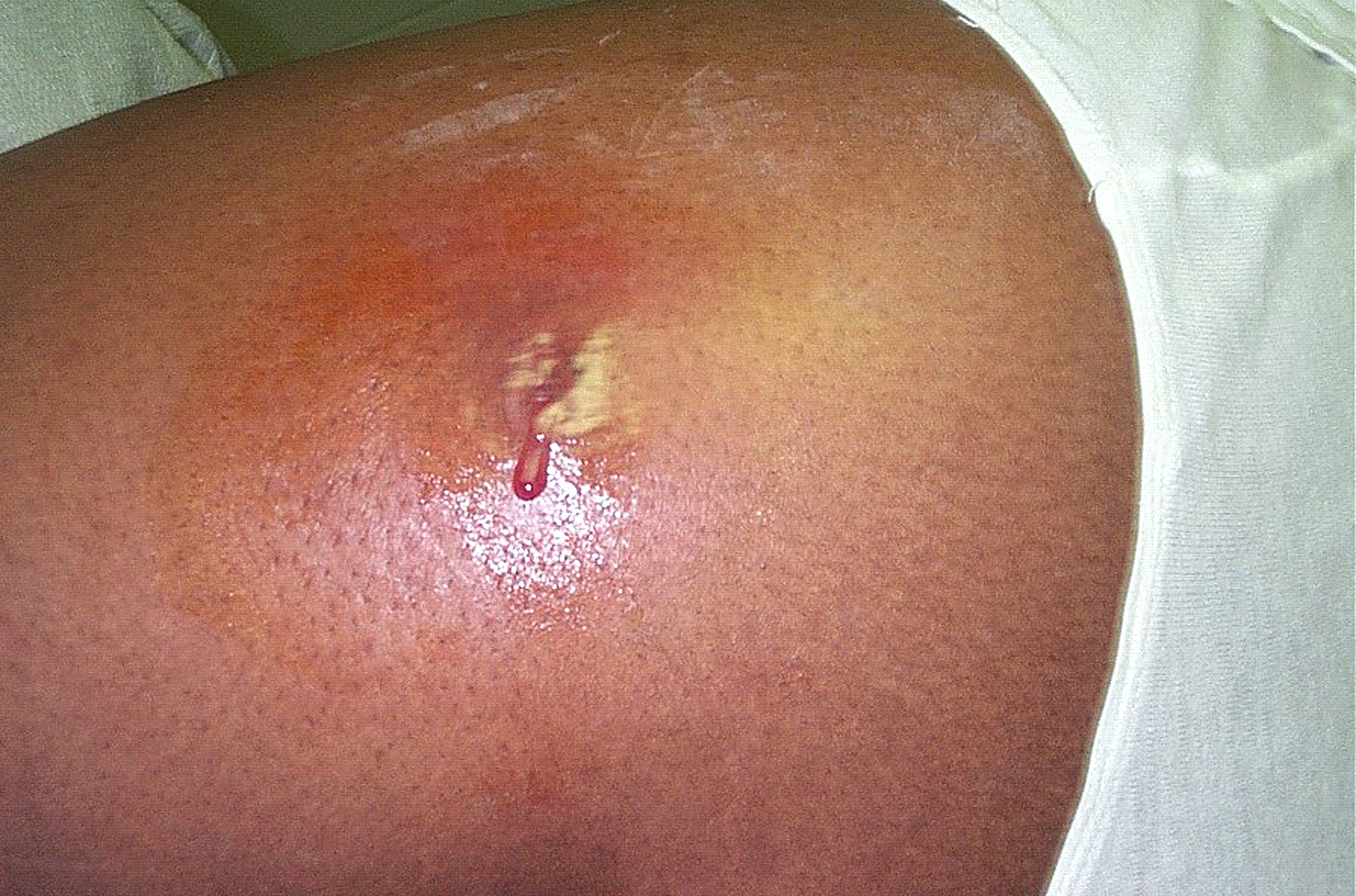
Abscesso causado pelo Staphylococcus aureus, bactéria comum na pele humana, responsável por cerca de 66% dos casos. Nesse caso, rompeu-se naturalmente liberando o pus.

O abscesso cutâneo (português brasileiro) ou abcesso cutâneo (português europeu) (do latim abscessus) é uma acumulação de pus causados por infecção bacteriana, fúngica, parasitária ou por objetos externos (como farpa, agulha ou um tiro). É uma defesa do organismo para prevenir que a infecção se espalhe pelo organismo, porém essa barreira também impede a entrada de novas células de defesa.

## Características
A inflamação normalmente é causada por infecção bacteriana, geralmente o Staphilococcus aureus em aproximadamente 66% dos casos, sendo a única a bactéria no local em 33% dos casos. Essa bactéria é um coco gram positivo, encontrado colonizando a flora natural, principalmente da pele, geralmente se torna infeccioso quando rompe a barreira cutânea, o que pode ser feita por um ferimento, ou a imunidade do indivíduo está muito baixa como na AIDS.
O abscesso cutâneo é resultado de uma defesa do organismo a morte das células de um local para impedir que a infecção se espalhe e para concentrar leucócitos nessa área. Caso a infecção se espalhe pode causar febre e infecções mais graves em outros órgãos, inclusive no cérebro. Mas raramente é fatal. Abscessos podem aparecer em qualquer parte do corpo, por exemplo na gengiva, pulmão, cérebro, intestino e músculos, mas a pele é o local mais frequentemente afetado, sendo o segundo local mais comum os dentes.
Se diferencia do empiema por esta só ocorrer em cavidades naturais como na pleura ou no apêndice.

## Sintomas
O sintoma mais perceptível é a inflamação vermelha ou roxa no local, quente, com ou sem dor, que caso seja muito grave pode envolver perda da sensibilidade e funcionalidade do local atingido. Pode ocorrer também na forma sub-cutânea, mais difícil de ser identificada.
Apesar de incomum pode envolver febre. Caso seja rompido pode infectar novas áreas, aumentar a lesão e causar gangrena no local.

## Tratamento

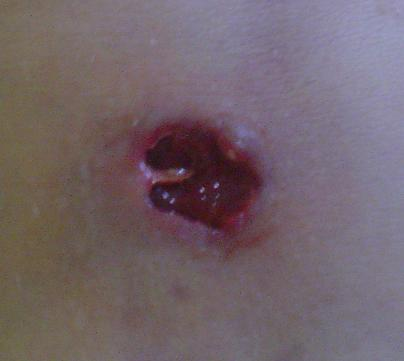
Abscesso limpo e drenado, localizado na perna de uma mulher adulta.

Dificilmente é curada sem nenhum tratamento, por isso precisa de atenção médica, geralmente envolvendo uma cirurgia de rotina breve, objetiva e altamente eficaz sem anestesia.
Originalmente era tratada com penicilina, reagindo com sucesso em 95% porém conforme a principal bactéria causadora desse abcesso desenvolveu resistências a sensibilidade a eficiência caiu para menos de 25%.
Em estudo brasileiro feito em 2001 com 107 casos, o Straphilococcus aureus foi sensível a vancomicina (100%), amicacina (100%), teicoplanina (100%), cefoxitina(100%), cefalotina (98,53%), lincomicina (98,53%), gentamicina (98,2%), oxacilina (96,4%), norfloxacina (95,77%) e sulfazotrim (95,77%), tetraciclina (90,14%), kanamicina (81,69%), eritromicina (88,41%) e cloranfenicol (94,36%).
O tratamento primário é a incisão e drenagem feita geralmente depois que a infecção concentrada se tornar pus macio. O tratamento com antibióticos não é necessário caso o paciente tenha um sistema imunológico saudável.